# Maurizio Checcucci
Maurizio Checcucci (né le 26 février 1974 à Florence) est un athlète italien, spécialiste du sprint (100 et 200 m).
Son club est les Fiamme Oro de Padoue. Il mesure 1,81 m pour 77 kg et est entraîné par Paolo Piccini. Il a été sélectionné à 13 reprises en équipe nationale.

## Biographie
Maurizio Checcucci jouait au football pour le Tavarnelle, l'équipe de la ville où il vit mais il s'est laissé convaincre de pratiquer l'athlétisme, après avoir participé aux Jeux italiens de la Jeunesse (Giochi della Gioventù). En 1993, il a remporté, en parfait outsider, le bronze aux Championnats d'Europe juniors en salle à Saint-Sébastien (Espagne), mais par la suite, la progression de sa carrière a été souvent contrariée par des problèmes de pubalgie et des tendinites. 
Il remporte le relais lors de la Coupe d'Europe des nations d'athlétisme 2001.
Le 1er août 2010, à 36 ans, lors des Championnats d'Europe d'athlétisme 2010, il contribue comme dernier relayeur (avec Roberto Donati, Simone Collio, Emanuele Di Gregorio) au record national et à la médaille d'argent du relais italien, en 38 s 17, juste derrière l'équipe française, cédant sur la fin à Martial Mbandjock qui le devance à l'arrivée de 6/100e, améliorant ce faisant de 20/100e un record qui datait du 10 août 1983 à Helsinki (Stefano Tilli, Carlo Simionato, Pierfrancesco Pavoni, Pietro Mennea).

## Palmarès
| Date | Compétition                   | Lieu            | Résultat | Épreuve   |
| ---- | ----------------------------- | --------------- | -------- | --------- |
| 1993 | Championnats d'Europe juniors | Saint-Sébastien | 3e       | 200 m     |
| 2000 | Jeux olympiques               | Sydney          | 7e       | 4 × 100 m |
| 2001 | Jeux méditerranéens           | Tunis           | 2e       | 100 m     |
| 2001 | Jeux méditerranéens           | Tunis           | 1er      | 4 × 100 m |
| 2009 | Jeux méditerranéens           | Pescara         | 1er      | 4 × 100 m |
| 2010 | Championnats d'Europe         | Barcelone       | 2e       | 4 × 100 m |

### Records
| Épreuve | Temps   | Lieu              | Date         |
| ------- | ------- | ----------------- | ------------ |
| 100 m   | 10 s 26 | La Chaux-de-Fonds | 28 juin 2009 |
| 200 m   | 20 s 81 | Bressanone        | 17 juin 2001 |

| Année | Âge | 100 m    | 200 m    |
| ----- | --- | -------- | -------- |
| 1991  | 17  | 10 s 92  | 22 s 14  |
| 1992  | 18  | 10 s 68v | 21 s 83  |
| 1993  | 19  | 10 s 70  | 21 s 24v |
| 1994  | 20  | 10 s 66  | 21 s 17  |
| 1995  | 21  | 10 s 61  | 21 s 07  |
| 1996  | 22  | 10 s 66  | 21 s 51  |
| 1997  | 23  | 10 s 40  | 21 s 18  |
| 1998  | 24  | 10 s 52  | 21 s 13  |
| 1999  | 25  | 10 s 34  | 20 s 84  |
| 2000  | 26  | 10 s 32  | 20 s 94  |
| 2001  | 27  | 10 s 27  | 20 s 81  |
| 2002  | 28  | 10 s 39  | 21 s 05  |
| 2003  | 29  | 10 s 34  |          |
| 2004  | 30  | 10 s 30  | 21 s 61  |
| 2005  | 31  | 10 s 58  |          |
| 2006  | 32  | 10 s 42  |          |